# Grande Berta
La grande Berta (ufficialmente 42 cm M-Gerät 14 L/12) è un modello d'un pezzo d'artiglieria terrestre utilizzato dall'esercito tedesco durante la prima guerra mondiale. Spesso è erroneamente associato al cannone che bombardò Parigi in quello stesso periodo, il Parisgeschütz.

## Storia
Nel 1908 lo Stato Maggiore tedesco incaricò la fabbrica di armamenti di Friedrich Alfred Krupp, a Essen, di progettare un pezzo d'artiglieria capace di sfondare tre metri di cemento armato e abbattere le torrette in acciaio al nichel delle fortificazioni francesi. La concezione dell'arma fu affidata al professor Rausenberger, mentre i calcoli furono svolti dal capitano Becker.
Dopo aver testato una gran numero di granate, il miglior compromesso tra le prestazioni balistiche e le capacità di penetrazione fu ottenuto con un proiettile di 1150 kg riempito con 144 kg d'esplosivo. Ad ogni modo, il pezzo - chiamato Gamma-Gerät (apparecchio Gamma) - poteva essere trasportato solamente per la via ferrata, limitando in questo modo la sua mobilità, e aumentandone nel contempo la vulnerabilità.
A partire dal Gamma-Gerät, fu dunque sviluppato un obice più leggero (del peso comunque di 70 tonnellate) e più mobile, l'M42. Conformemente alle tradizioni della fabbrica Krupp, che volevano che i macchinari prodotti venissero battezzati con il nome di un membro della famiglia, l'M42 venne soprannominato dicke Bertha, "Berta" in onore di Bertha Krupp, la figlia maggiore, e "grande" per via del calibro elevato. Gli artiglieri lo soprannominarono ulteriormente fleissige Bertha (Berta la zelante).

## Uso

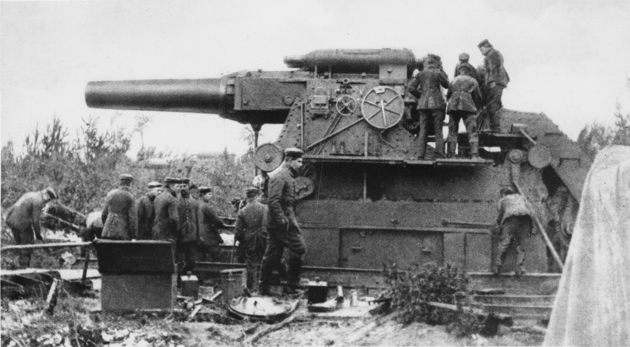
Il modello su affusto ferroviario, kurze Marine-Kanone 12 L/16 (Gamma-Gerät), in azione.

Gli M42 entrarono in servizio il 12 agosto 1914 durante l'assedio di Liegi. Il 15 agosto, i tredici forti che cingevano la città belga (tra cui il forte di Loncin) erano stati distrutti. Le Berta devastarono le fortezze di Anversa, Maubeuge, Namur, Verdun, Ypres così come le difese russe del Danubio. I danni causati ai forti, che erano reputati indistruttibili, impressionarono e preoccuparono gli alleati.
Una interessante testimonianza della potenza di questi cannoni, nonché del loro impatto psicologico, ci viene data dallo storico inglese Alistair Horne, che nel suo libro Il prezzo della gloria - Verdun 1916, riferisce come l'onda d'urto causata dallo sparo della Grande Berta potesse «infrangere i vetri delle case nel raggio di tre chilometri».
L'ultima volta che questi cannoni furono utilizzati fu nella battaglia di Verdun; in seguito la loro gittata fu giudicata troppo corta e non furono più utilizzati.

### Derivati successivi: lagrande Gildae le confusioni con altri calibri e nomi
Tuttavia, la fama popolare della grande Berta nasce dalla confusione con i lunghi cannoni che bombardarono Parigi nel 1918 e che i tedeschi chiamavano Ferngeschütz o Pariser Kanonen o anche Parisgeschütz: Rausenberger aveva adattato dei tubi di grosso calibro destinati all'incrociatore Ersatz Freya, la cui costruzione era stata sospesa.
Alla fine della guerra, gli M42 furono distrutti perché non cadessero in mani nemiche. Successivamente non ci furono condizioni per produrre questa bocca da fuoco aggirando le limitazioni al riarmo tedesco dopo la fine della prima guerra mondiale, date a seguito del trattato di Versailles. Solo il cannone destinato al campo di tiro di Meppen sopravvisse, fu leggermente rimaneggiato e successivamente rimontato. Ribattezzato große Gilda (grande Gilda), venne utilizzato nel dicembre del 1941, durante l'assedio di Sebastopoli e qualche anno più tardi durante l'insurrezione di Varsavia. Bombardò ugualmente la linea Maginot, ma senza grandi risultati.
Né la grande Berta, né la grande Gilda erano classificate come cannoni, infatti secondo i canoni classici e secondo la sigla (M42, dove M sta per Mörser), questa bocca da fuoco doveva essere classificata come mortaio, in quanto sparante prevalentemente nel terzo arco (elevazione superiore a 45°). La denominazione iniziale, e una delle varianti del modello 42-cm-Gamma Mörser era comunque 42 cm kurze Marinekanone L/16, cannone corto da marina, mentre il nome Bertha, non è documentato derivare da tradizione Krupp, e si ipotizza possa attribuirsi al "Bertha" dell'alfabeto fonetico tedesco del 1905 in uso all'epoca, sostituito da "Bernhard" nel 1926 e reintrodotto in quello attuale, corrispondente all'attuale "Bravo" dell'alfabeto fonetico NATO, come pure dall'alfabeto fonetico (Buchstabiertafel) traevano nome i successivi grossi calibri 80 cm K (E) Dora e Gustav. Peraltro sia Bertha che Gustav furono figure fondamentali della famiglia Krupp nella prima metà del XX secolo.
I tre modelli iniziali del mortaio si denominavano: Kurze Marine-Kanone 14 (M-Gerät); 42 cm kurze Marinekanone L/16 (Gamma-Gerät) a trasporto ferroviario; 42-cm-Gamma Mörser utilizzabile con trattori militari, quest'ultimo la Grande Berta (Dicke Bertha) in senso stretto su affusto ruotato, tutti derivati dai progetti che, agli inizi del 1900, traevano insegnamento dall'utilizzo terrestre di calibri navali nella guerra russo-giapponese.

## Nei Media
È al centro della trama del 4ºepisodio de "Le Avventure Del Giovane Indiana Jones" dal titolo "Verdun, September 1916".
Un giovane Indy, fingendosi il belga Henri Defense, si è unito ai francesi per fare da corriere in motocicletta nelle trincee di Verdun. Non c'è contrasto maggiore di quello tra la carneficina in prima linea e il comfort del castello dove i generali Robert Nivelle, Philippe Pétain e Joseph Joffre pianificano le loro prossime mosse. In un pericoloso incarico di spionaggio, Indy torna con la notizia che l'artiglieria tedesca è stata portata a Verdun, ma tali rapporti vengono ignorati di fronte alle pressioni politiche che guidano una guerra apparentemente futile.